# ヴィシナルS形電車
ヴィシナルS形電車（ヴィシナルSがたでんしゃ）は、かつてベルギーに存在した国営鉄道事業者のヴィシナルが導入した車両。1950年代に200両以上の大量導入が実施された。

## 概要
ベルギー各地に大規模な1,000 mmの路線網を有していた国営企業のヴィシナル（フランス語: Société nationale des chemins de fer vicinaux、SNCV、オランダ語: Nationale Maatschappij van Buurtspoorwegen、NMVB）には、1940年代後半から1950年代にかけて流線形の車体や直角カルダン駆動方式に対応した駆動装置を取り入れたN形電車を導入し、利用客から高い評価を得た。そこで、ヴィシナルはこのN形を基にした車両の導入を決定した。これがS形である。
車体はN形と同型で流線形の車体を有し、幅広の両開きの折り戸式乗降扉を有していた。一方で大半の主電動機や台車についてはヴィシナルが所有していた旧型電車のものが流用され、製造当初は木造車体の老朽化が進んでいた標準型電車（Standard）、1955年以降は鋼製車両の機器が流用された。更に12両については部品供出用の旧型車両が不足したため予備部品を用いて製造された。N形電車と異なり、各台車に主電動機が2基搭載されており、付随車の牽引も可能であった。
- 車内
- 運転台
- 車掌台
- 幅広の乗降扉

## 運用
1953年に最初の車両が完成し、以降1959年までに後述するSO形・SE形も含めて計200両が製造され、ヴィシナル各地の電化路線へ投入された。また、N形のうち10両が主電動機を増設する形で1962年にS形に編入されている。車体は全体がクリーム色というヴィシナルにおける標準塗装を纏っていた一方、1957年から1959年にかけてシャルルロワ地域の一部車両はヴィシナルが運営する路線バスと同様の塗装に変更されたが、60年代初頭に元のクリーム色へ戻された。
これらの電動車に加え、1954年から1958年にかけてヴィシナルの各系統向けに木製車両から台車を流用したS形と同型の付随車が72両製造された他、1973年から1974年にかけてS形のうち17両が付随車に改造された。
その後は各地の路線廃止に加え、老朽化が進んだ事による後継車両への置き換えが行われた結果、ベルギー沿岸軌道からは1982年に引退した。更新工事を受けた車両が存在したシャルルロワではその後もシャルルロワ・プレメトロ区間を含め使用が継続されたが、路面電車網の縮小に伴い1988年をもって営業運転を終了した。

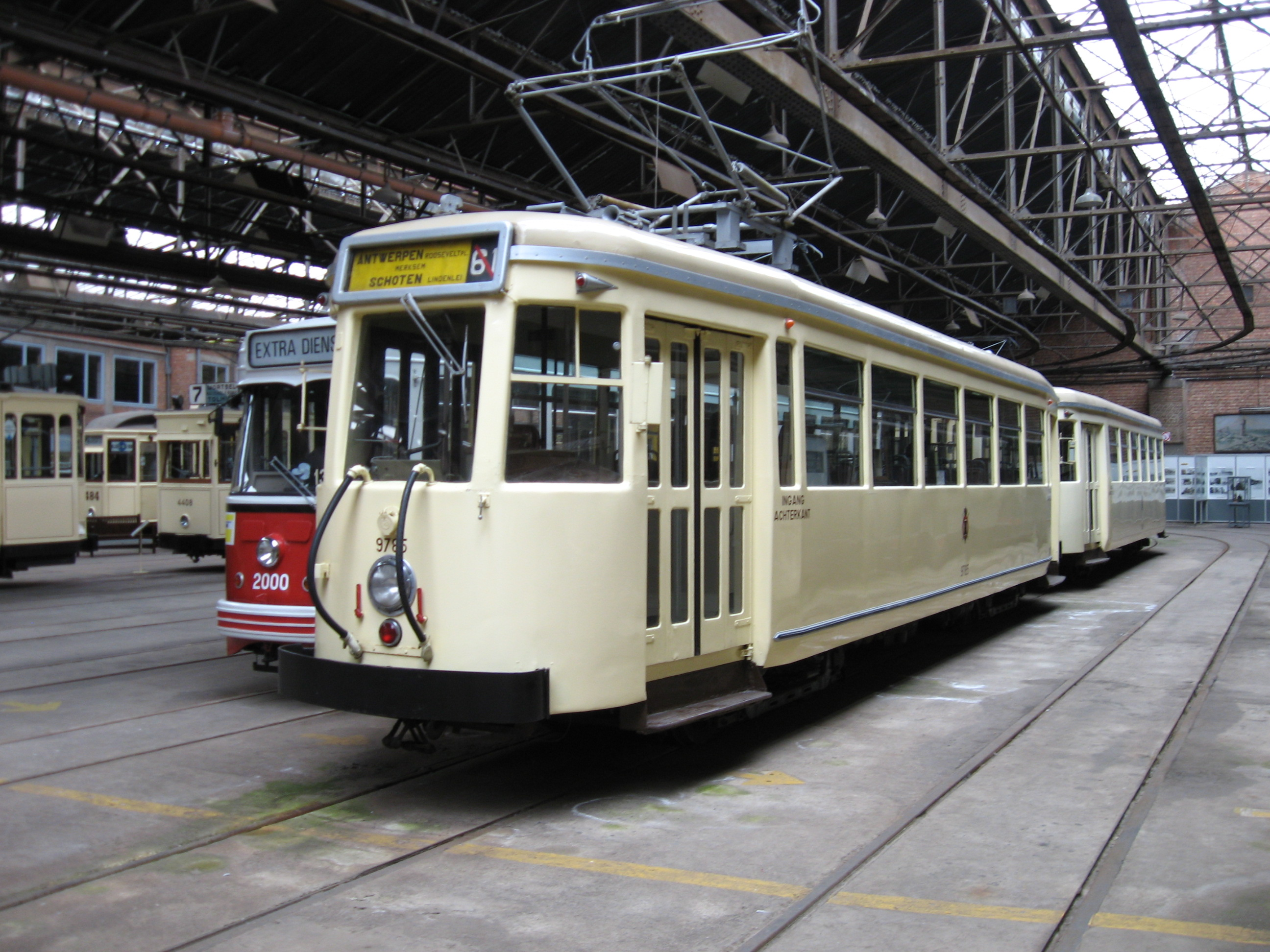
アントウェルペンで保存されているS形（2009年撮影）
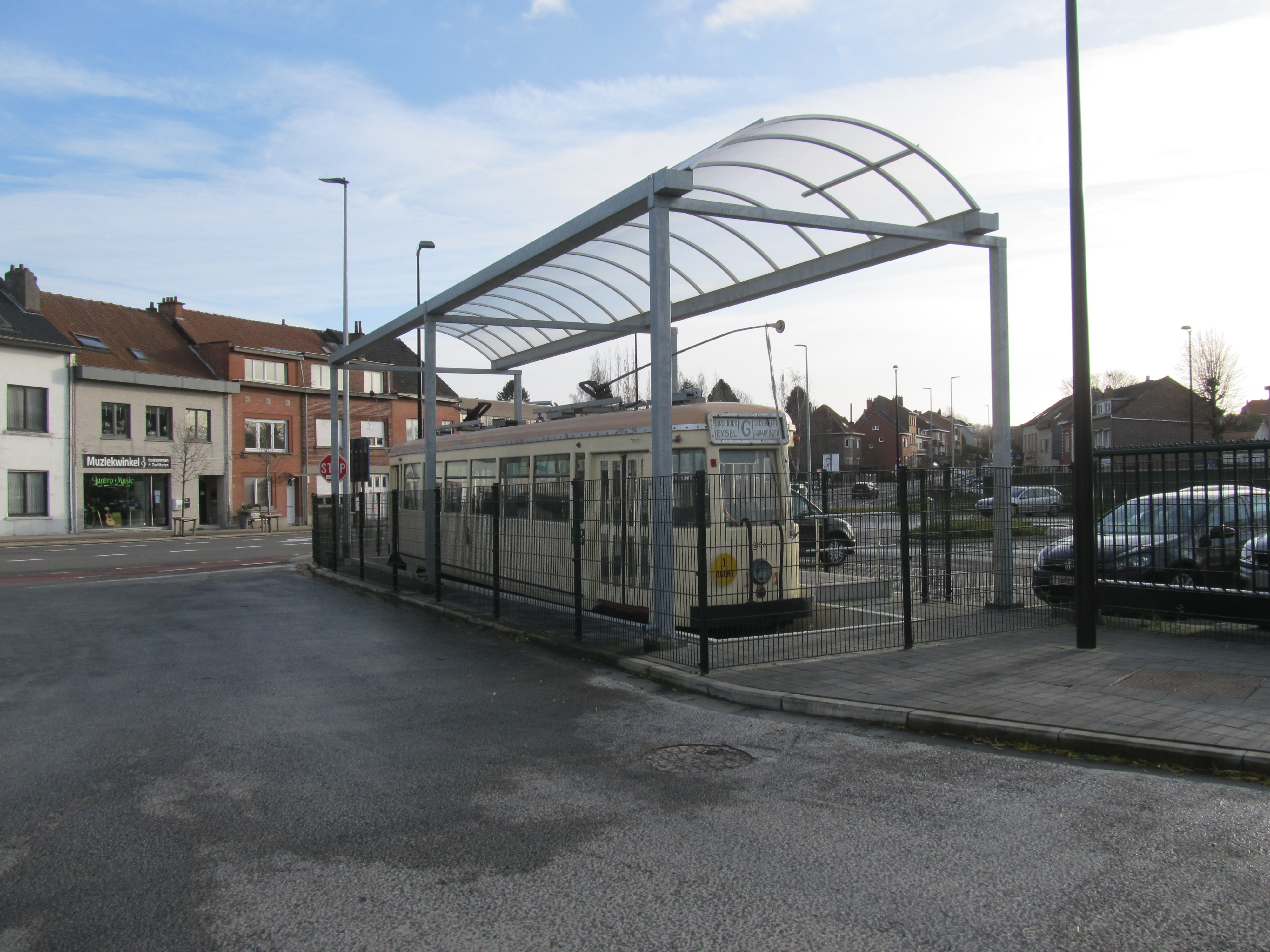
静態保存されているS形

## 発展・改造形式
ヴィシナル各地の系統に導入されたS形電車は、製造年代や投入系統などの条件により幾つかの発展形式が製造された他、後年には更新工事や地下路線への対応工事も実施された。

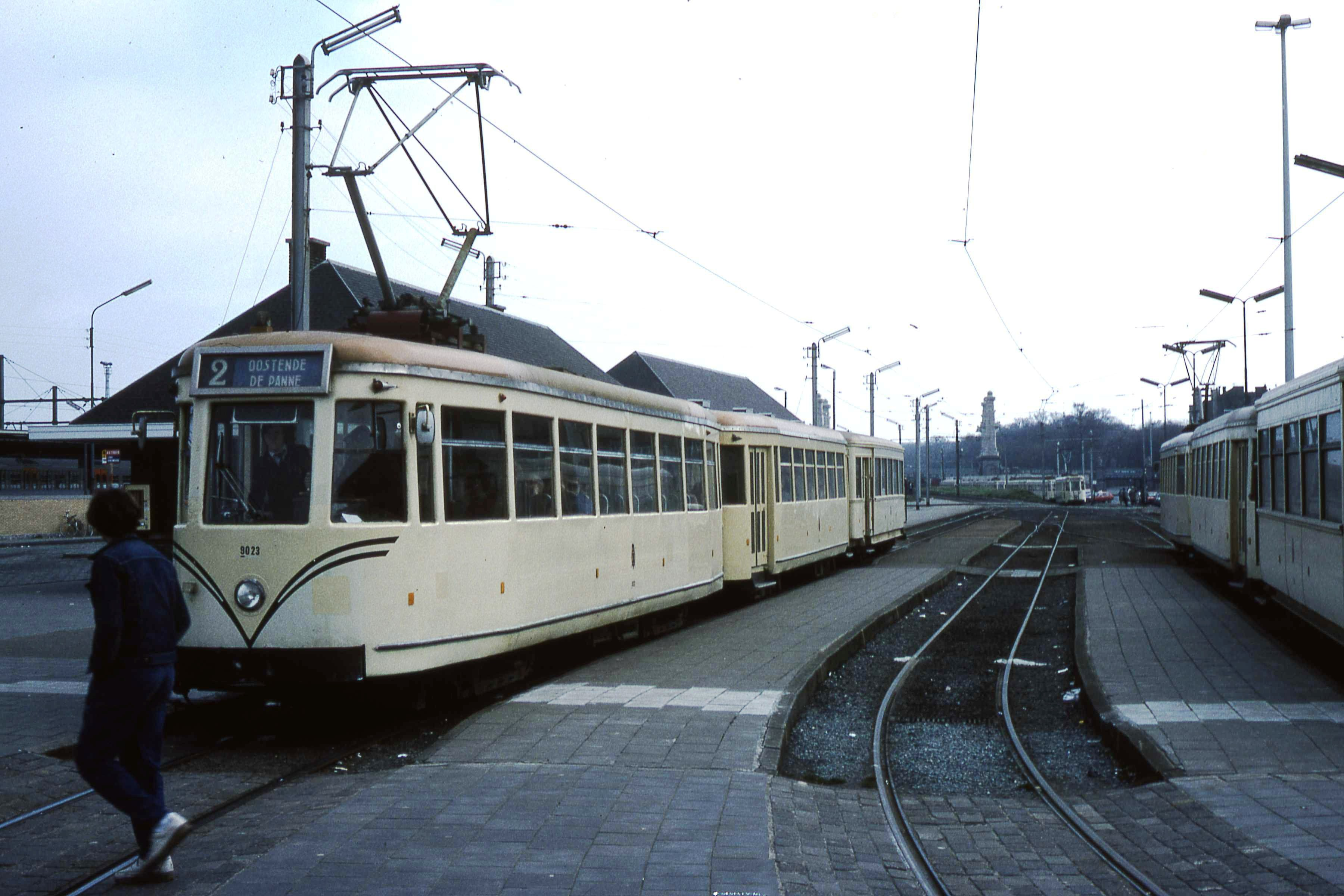
SO形（9023）

- SO形（Type SO） - 現在のベルギー沿岸軌道にあたる系統に向けて、1956年から1957年にかけて28両が導入された車両。終端にループ線が存在する線形条件に合わせて車体の一方のみに運転台が存在し、乗降扉も右側に設置されていた。車内は従来のS形とは異なり、壁や天井はクリーム色、座席は緑色のクッションが設置された1人 + 2人掛けのクロスシートに変更された。運転台側の前面に「ヒゲ」と称される装飾が施されていたのも特徴である。1982年まで営業運転に使用された[9][10][7]。

- 車内
- 運転台
- 車体後方には運転台が無い

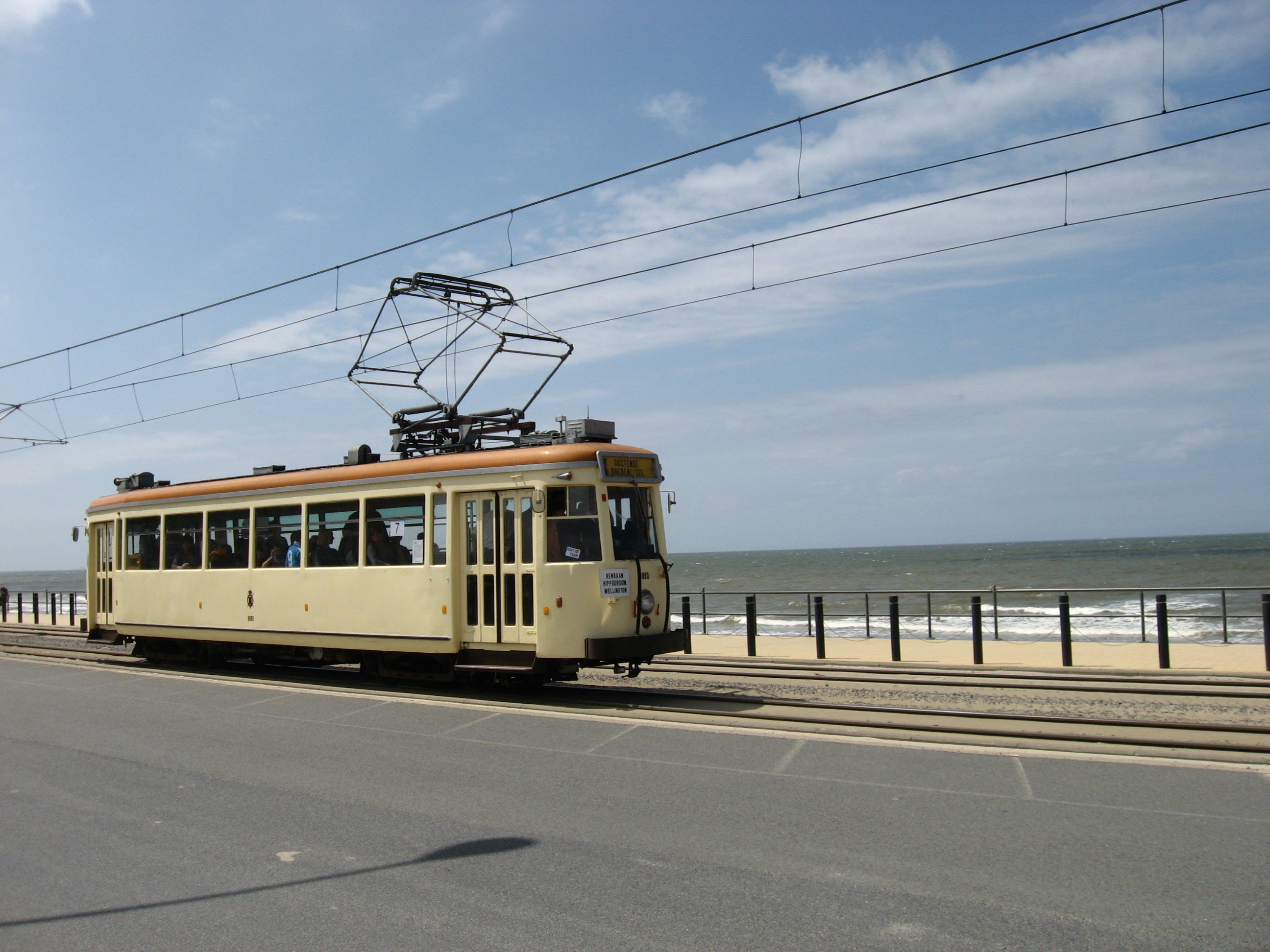
SE形（9093）

- SE形（Type SE） - 1958年に開催されたブリュッセル万国博覧会に向けた輸送力増強に向け、1957年から13両が製造された形式。座席が緑色のクッションが設置されたものに変更された他、急勾配路線に対応するため発電ブレーキが搭載された。着席定員は34人分で、折り畳み座席が8席用意されていた。一部車両は後年にベルギー沿岸軌道へ移籍し、1982年まで使用された[5][11]。

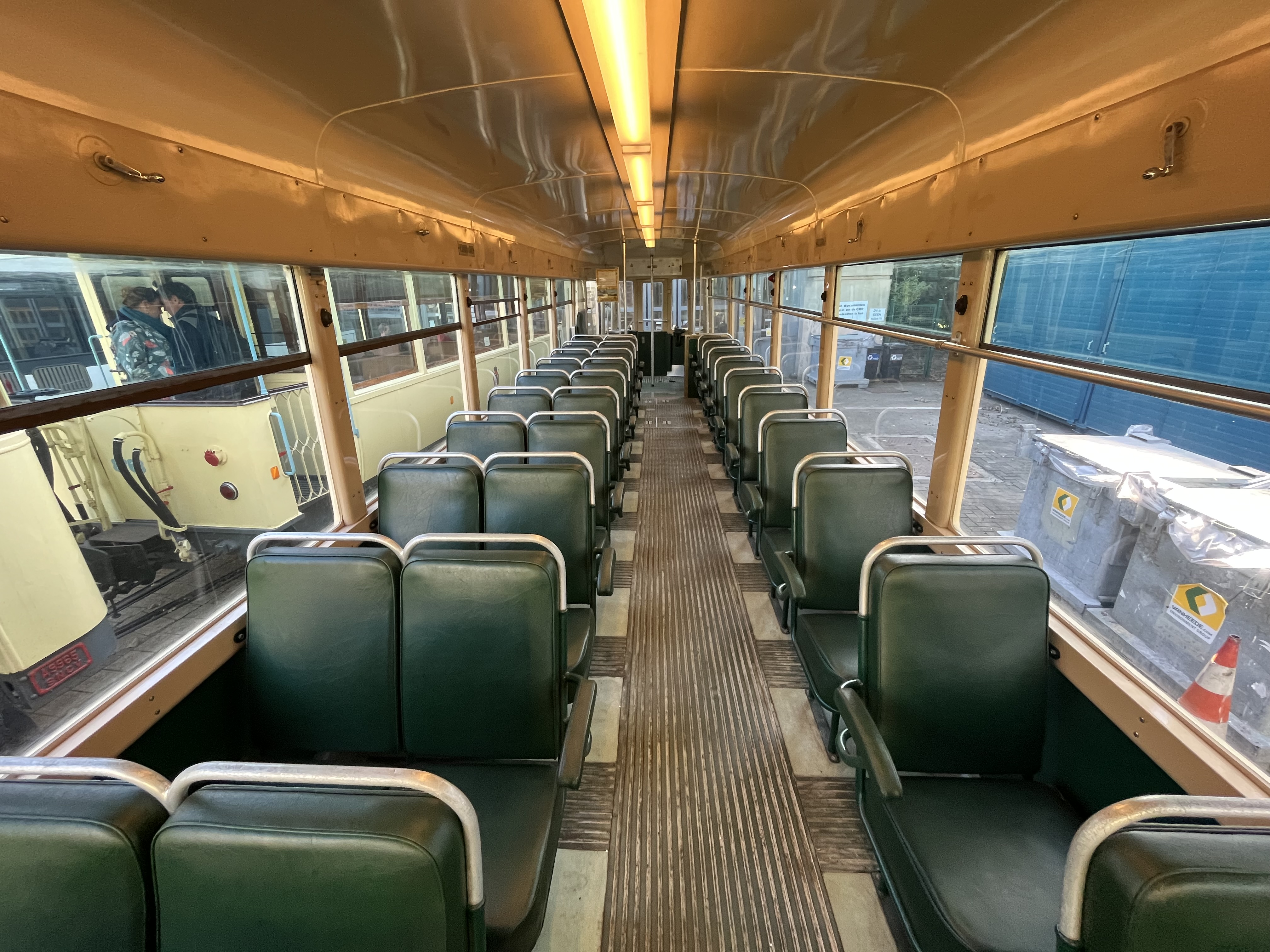
車内
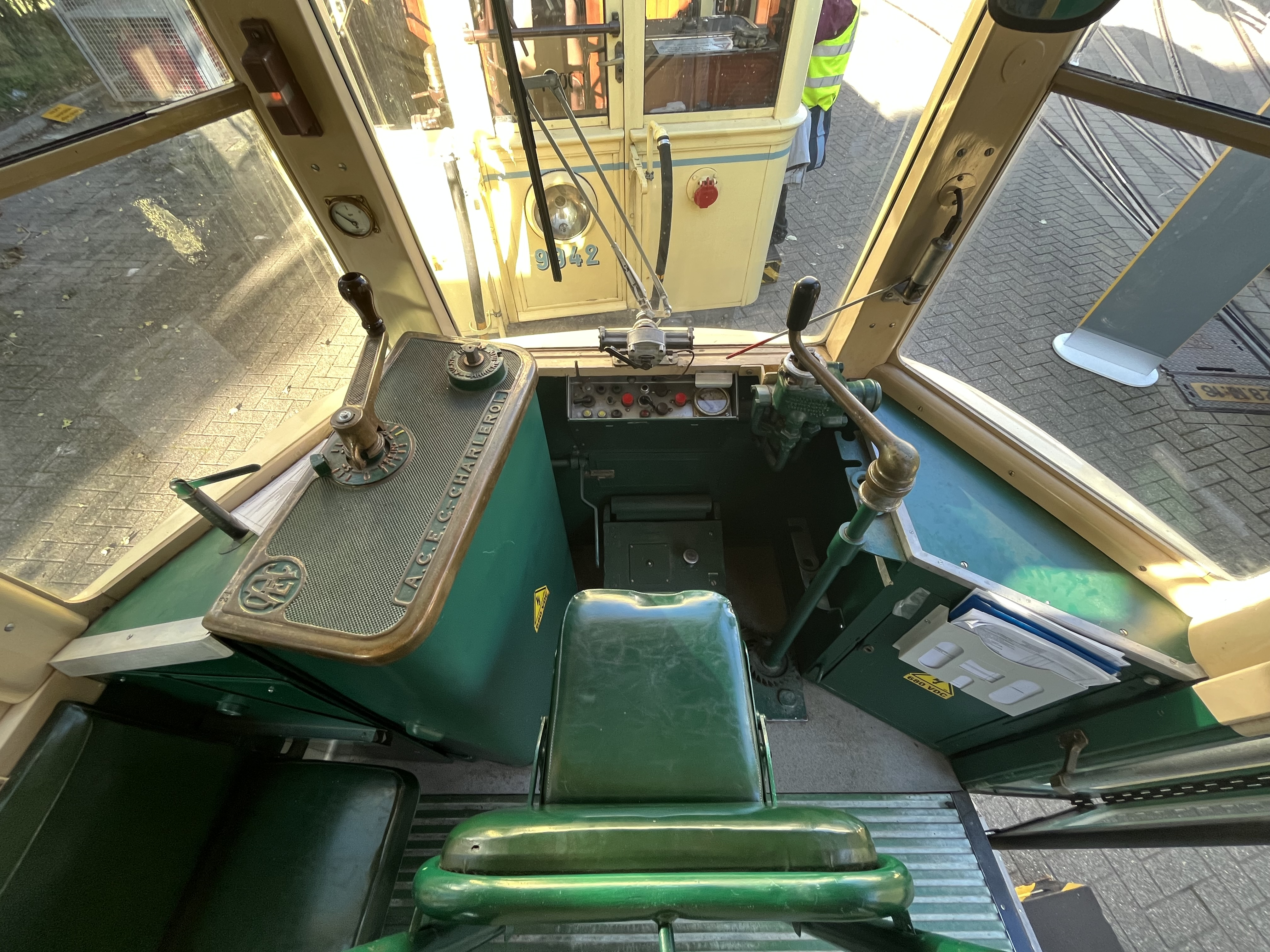
運転台
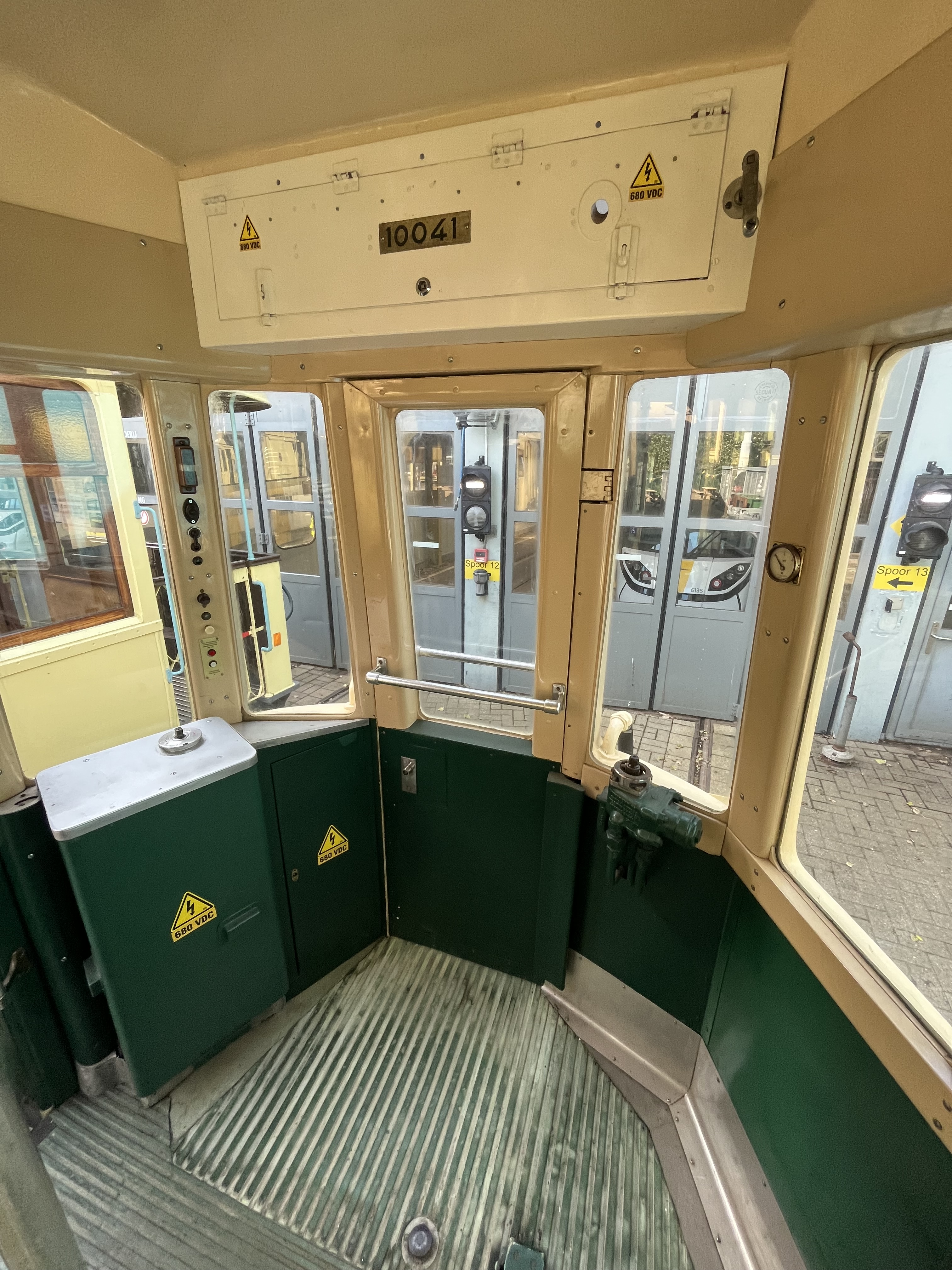
乗降扉

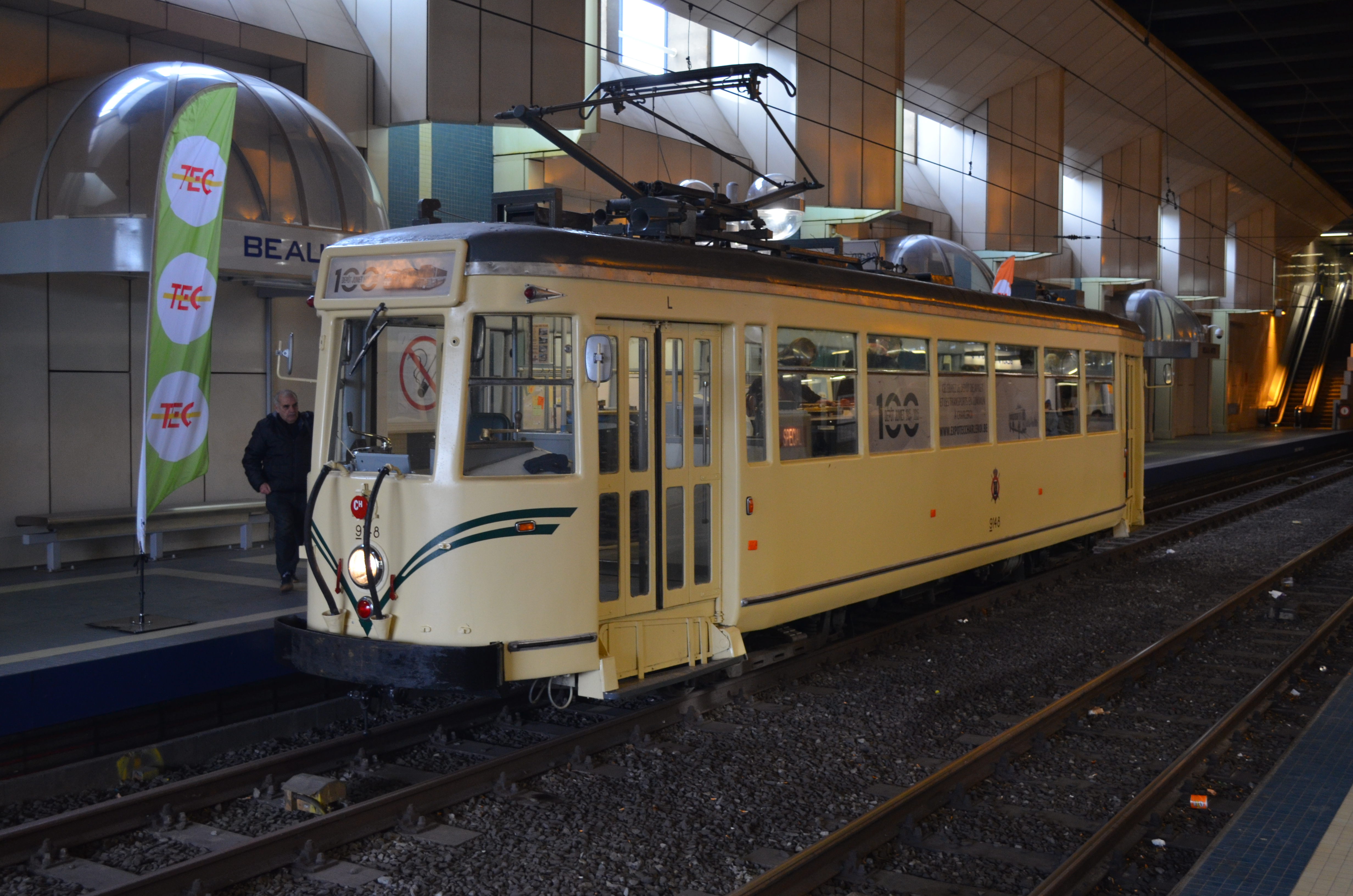
SM形（9148）

- SM形（Type SM） - シャルルロワ・プレメトロ（フランス語版）の開通に合わせ、1974年から1975年にかけて31両が改造された形式。乗降扉付近に折り畳み式ステップが設置され、運転台側にSO形と同様の「ヒゲ」の装飾が追加された[12]。

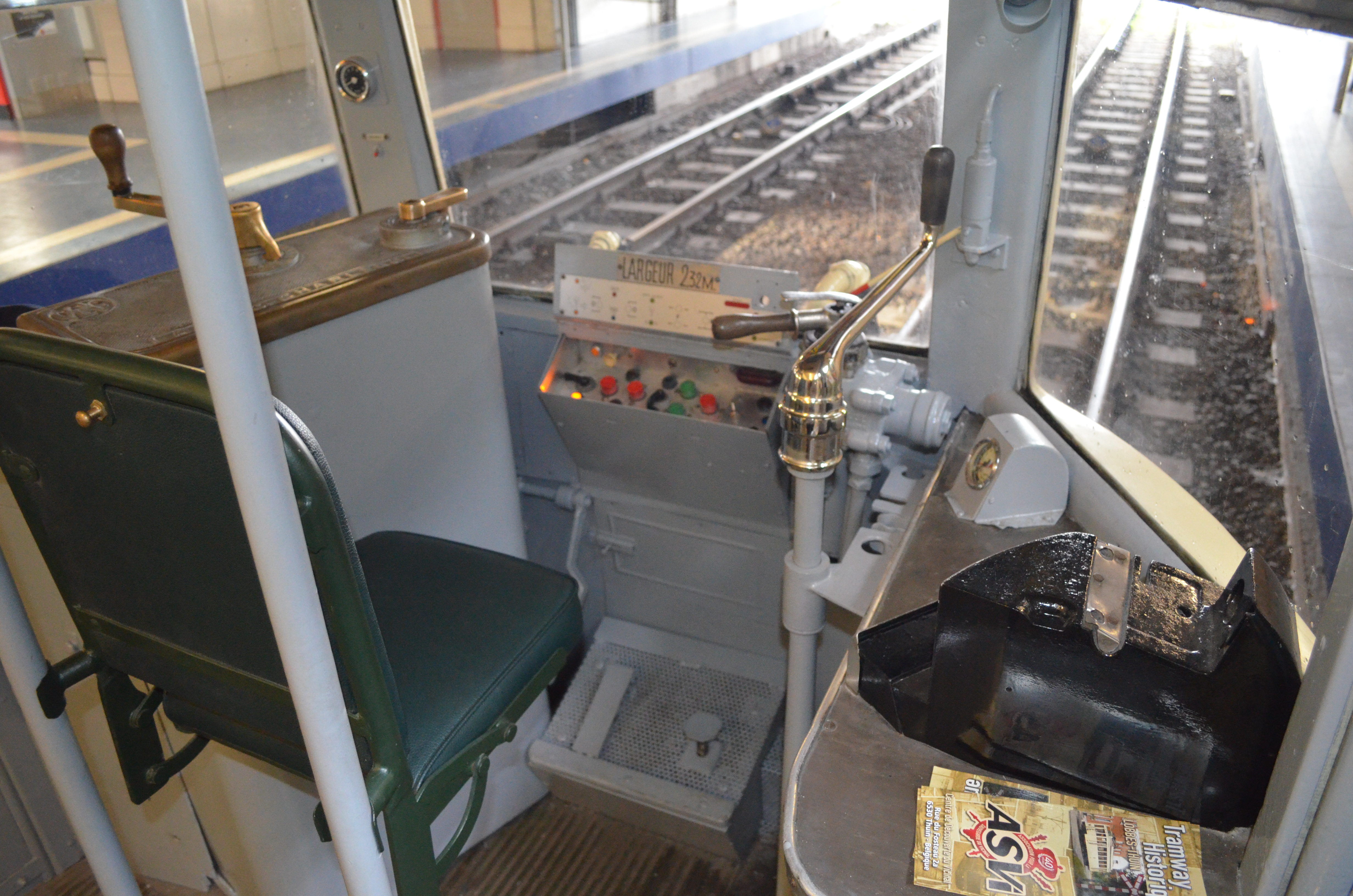
運転台

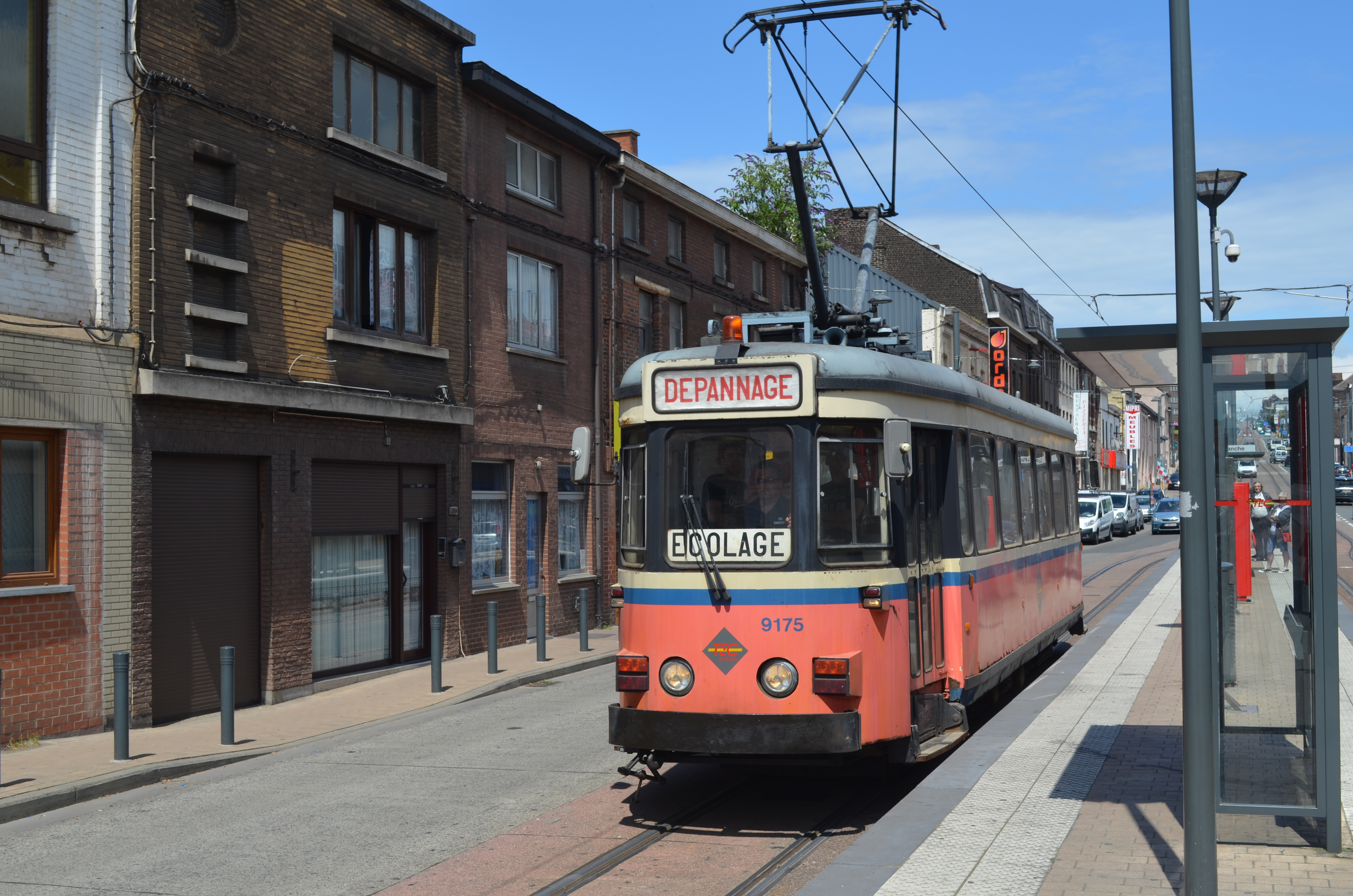
SJ形（9175）

- SJ形（Type SJ） - 1979年から1983年にかけて、シャルルロワで使用されていたSM形の一部に更新工事を実施した形式。塗装の変更に加え、車体のアルミニウム鋼板が溶接鋼に、台車が騒音抑制のため弾性車輪やゴム製バネを有するものに交換された他、乗降扉付近には折り畳み式のステップが設置された。内装についても近代化が行われ、パンタグラフの上下可動や制動装置は従来の圧縮空気式から電動式へ変更されている。18両（9170 - 9187）が改造対象となり、SM形と共に1988年まで使用された[13][14]。

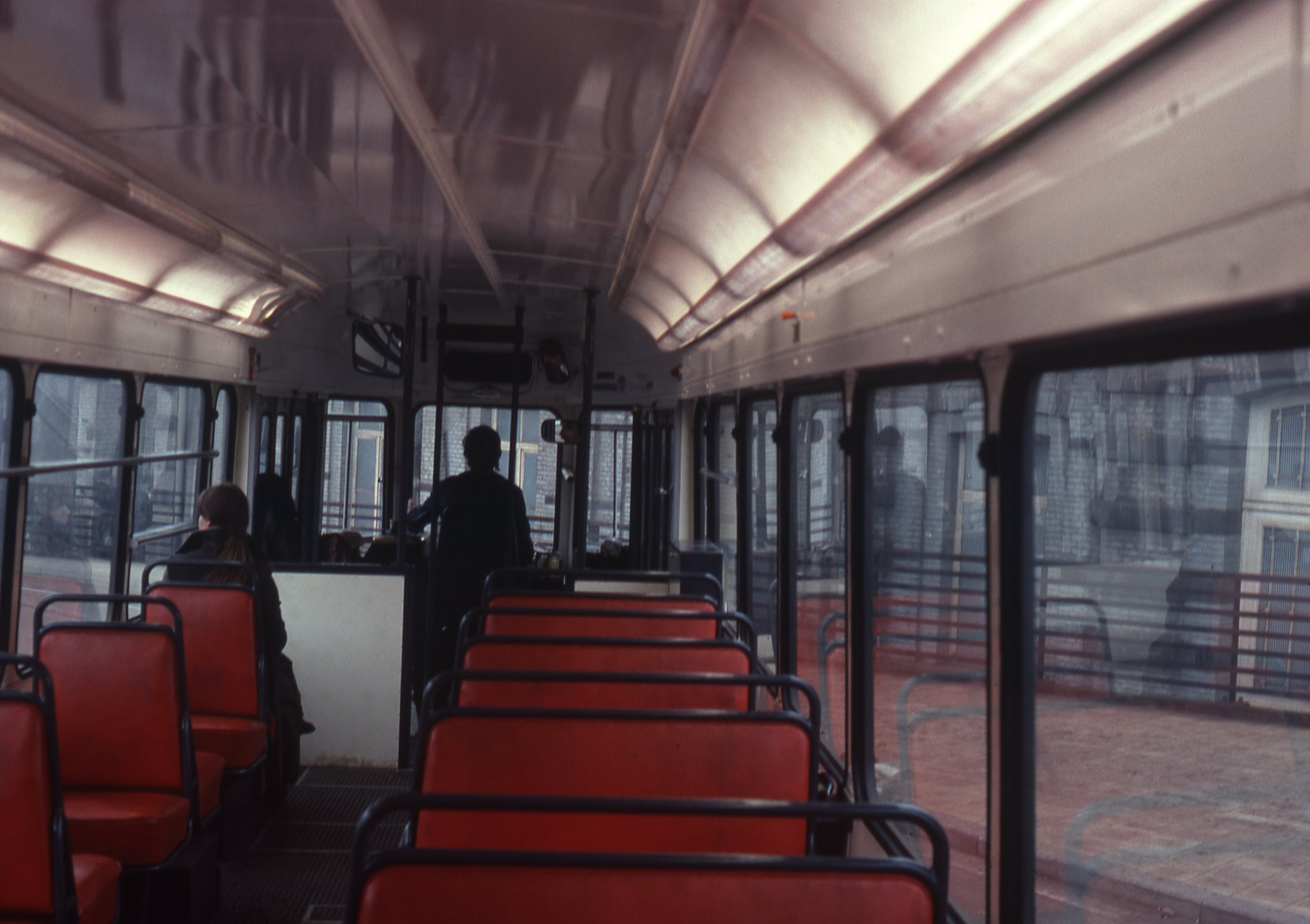
車内

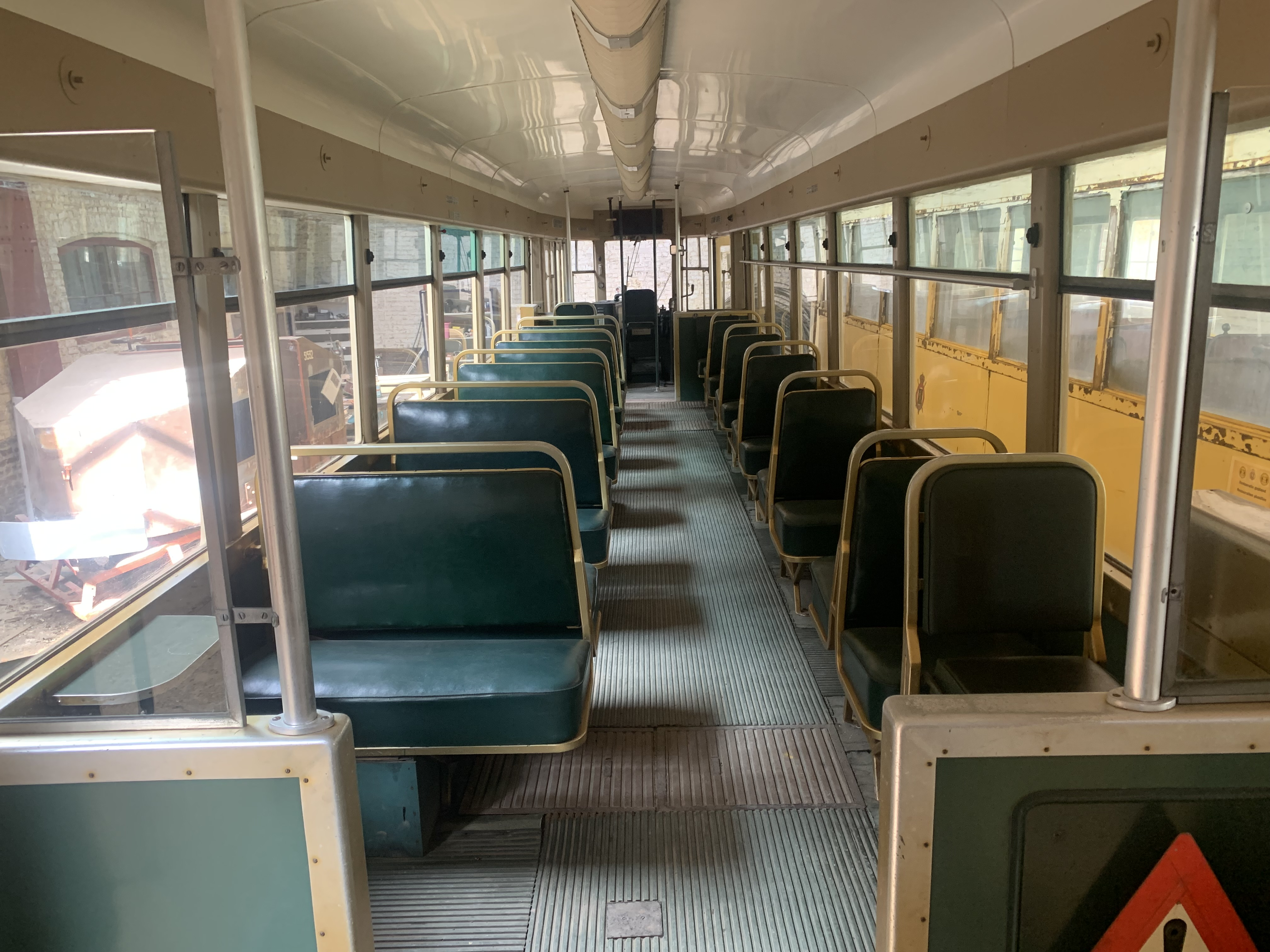
車内
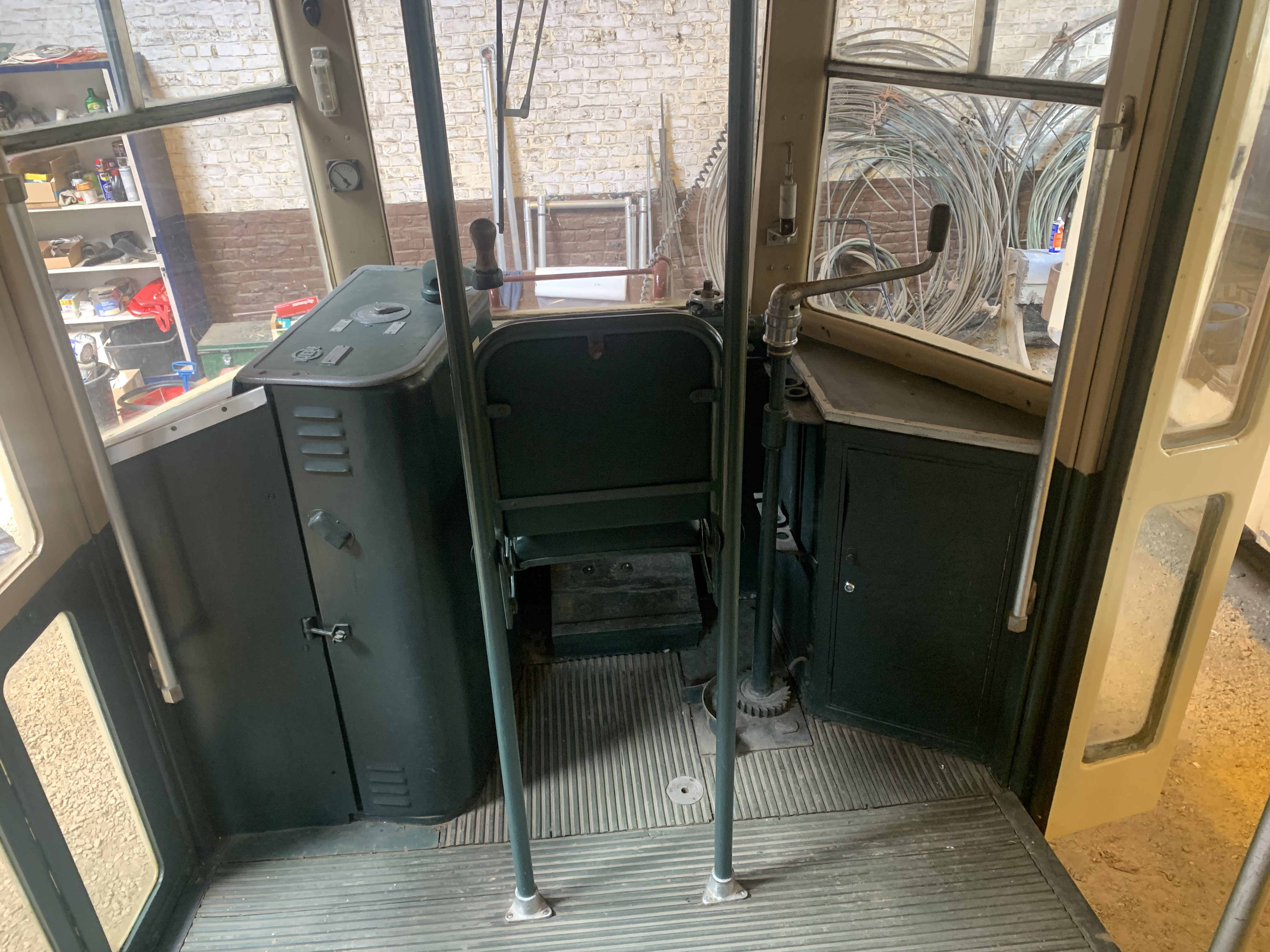
運転台
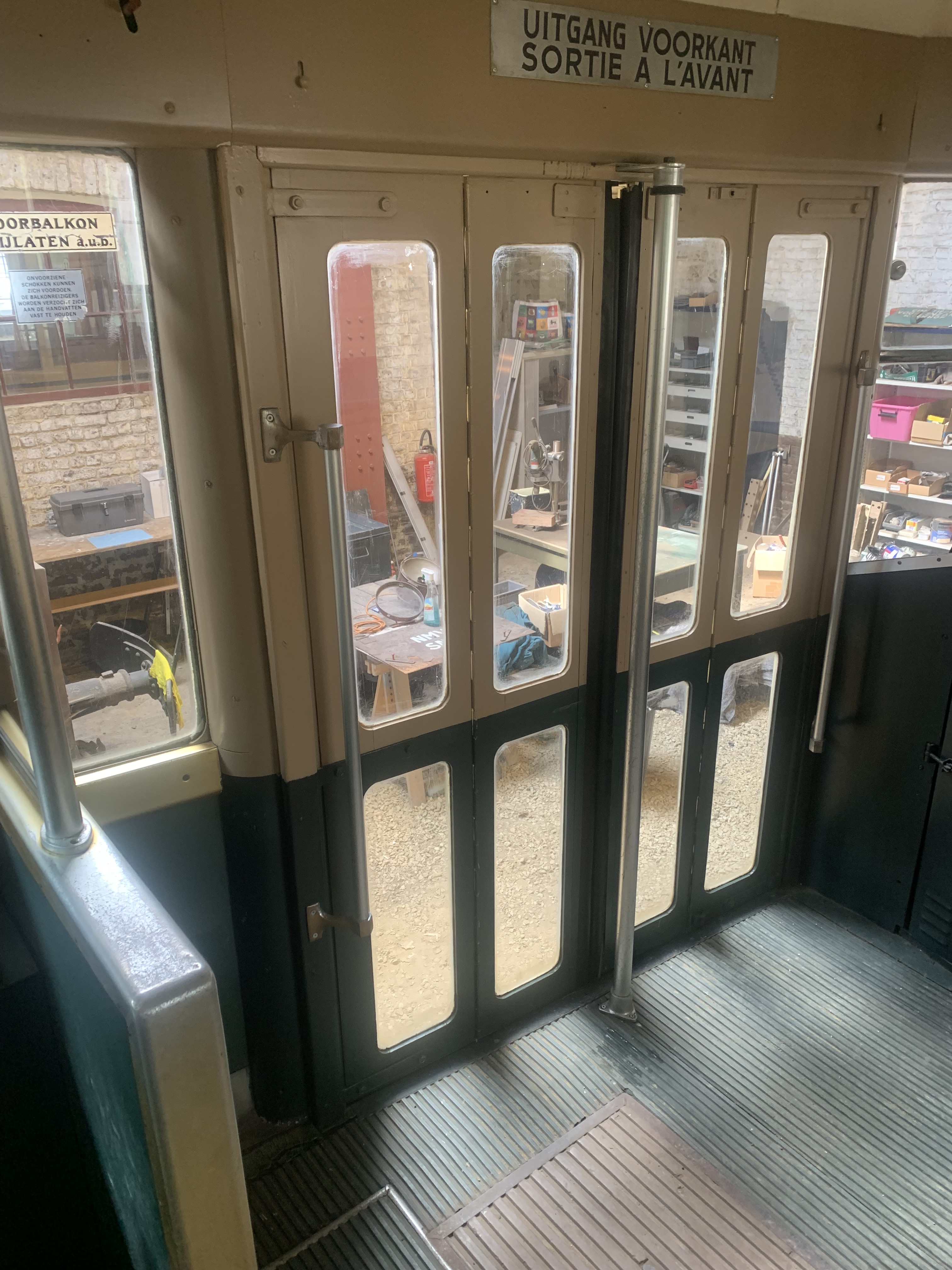
乗降扉

## スペインへの譲渡・改造

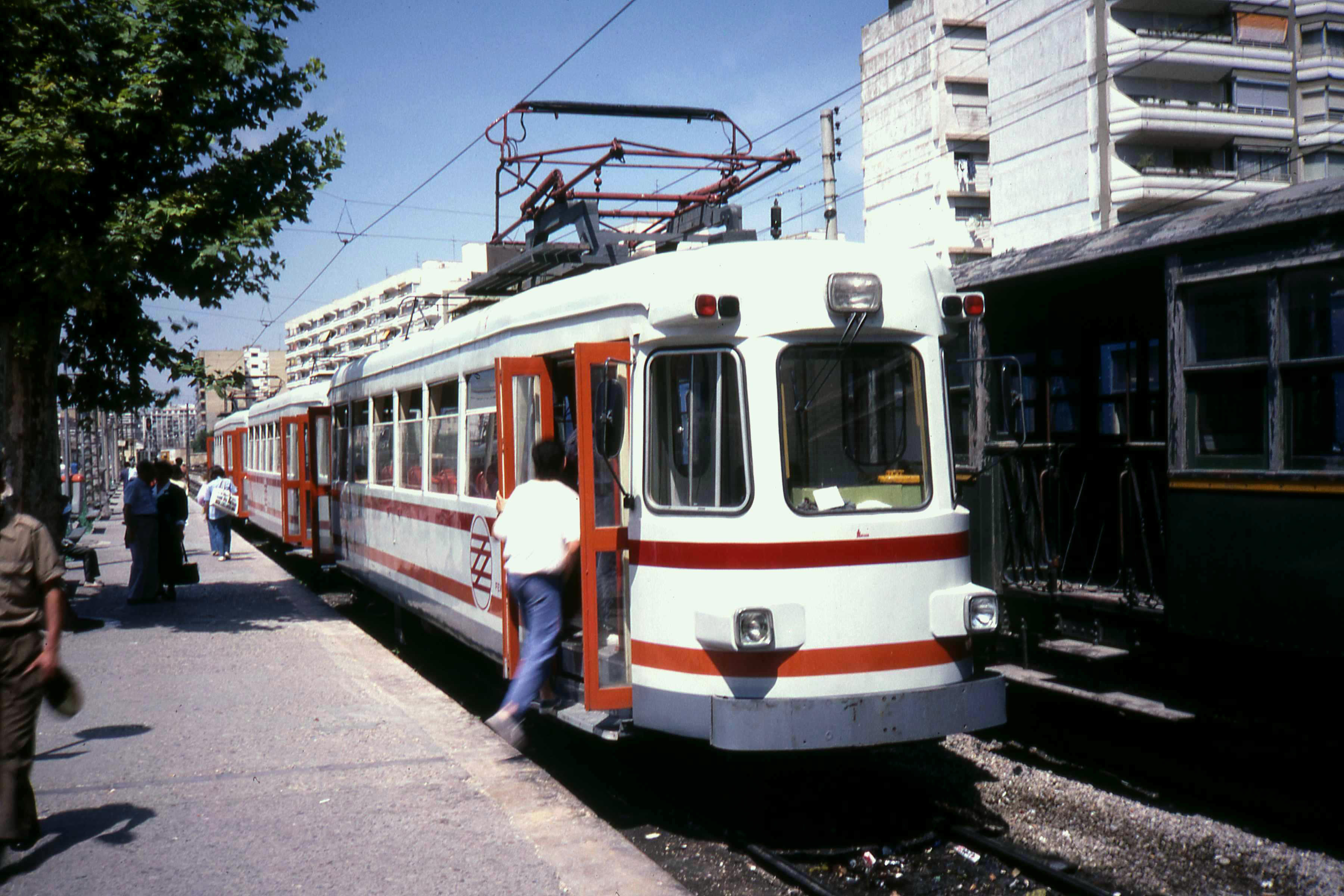
バレンシアで使用されていたS形電車（1987年撮影）

S形のうち22両は、スペインで1,000 mm軌間の路線網を有していた国営鉄道事業者であるスペイン狭軌鉄道（Ferrocarriles Espanoles de Via Estrecha、FEVE）へ譲渡された。
1972年に譲渡された18両のうち12両（3401 - 3412）は直流600 Vへの対応工事を受け引き続き電動車として使用された一方、6両（6401 - 6406）は主電動機や運転台が撤去され付随車に改造された。"電動車 + 付随車 + 電動車"による3両編成が組まれバレンシア北部の路線で運用に就き、"Fabiolo"の愛称で親しまれた。またこれらに先立つ1962年、1966年にもヒホンの路線へ向けて5両の電動車と8両の付随車が譲渡されたが、そのうち一部は1980年代にバレンシアへの転属が実施された。これらの車両は1984年から1986年に行われた延命工事を経て、1990年まで用いられた。
その後、残存していた電動車1両が2011年に燃料電池を搭載した試験車両へと改造された。床下に搭載された2基の燃料電池（HyPM HD 12）を用いて4基の非同期誘導電動機（30 kw）を駆動させる構造が採用されており、水素は車内に設置されたタンクから供給される。また制動装置には回生ブレーキが用いられ、回収された電力は屋根上にあるスーパーキャパシタ（Maxwell HTM125）や車内のリチウムイオン充電池（定格95 kw）に保存される。最高速度は20 km/hで、定員数は20 - 30人を想定している。
この改造は、バリャドリッド大学のプロジェクトの一環として輸送機関やエネルギーの研究・開発を行うため1993年に設立された"CIDAUT"によって設計され、開発費用の100万ユーロはアストゥリアス州によって提供された。2012年からアストゥリアス州のリョビオ（Llovio） - リバデセリャ（Ribadesella）間で試験を兼ねた営業運転に使用された。

## 参考資料
- Frits van der Gragt; Olivier Geerinck; Marcel Albrecht (2008). Couleurs Vicinales. Collection Images ferroviaires. Ed. du Cabri. ISBN 9782914603423.  オリジナルの2019-12-31時点におけるアーカイブ。 2024年7月14日閲覧。

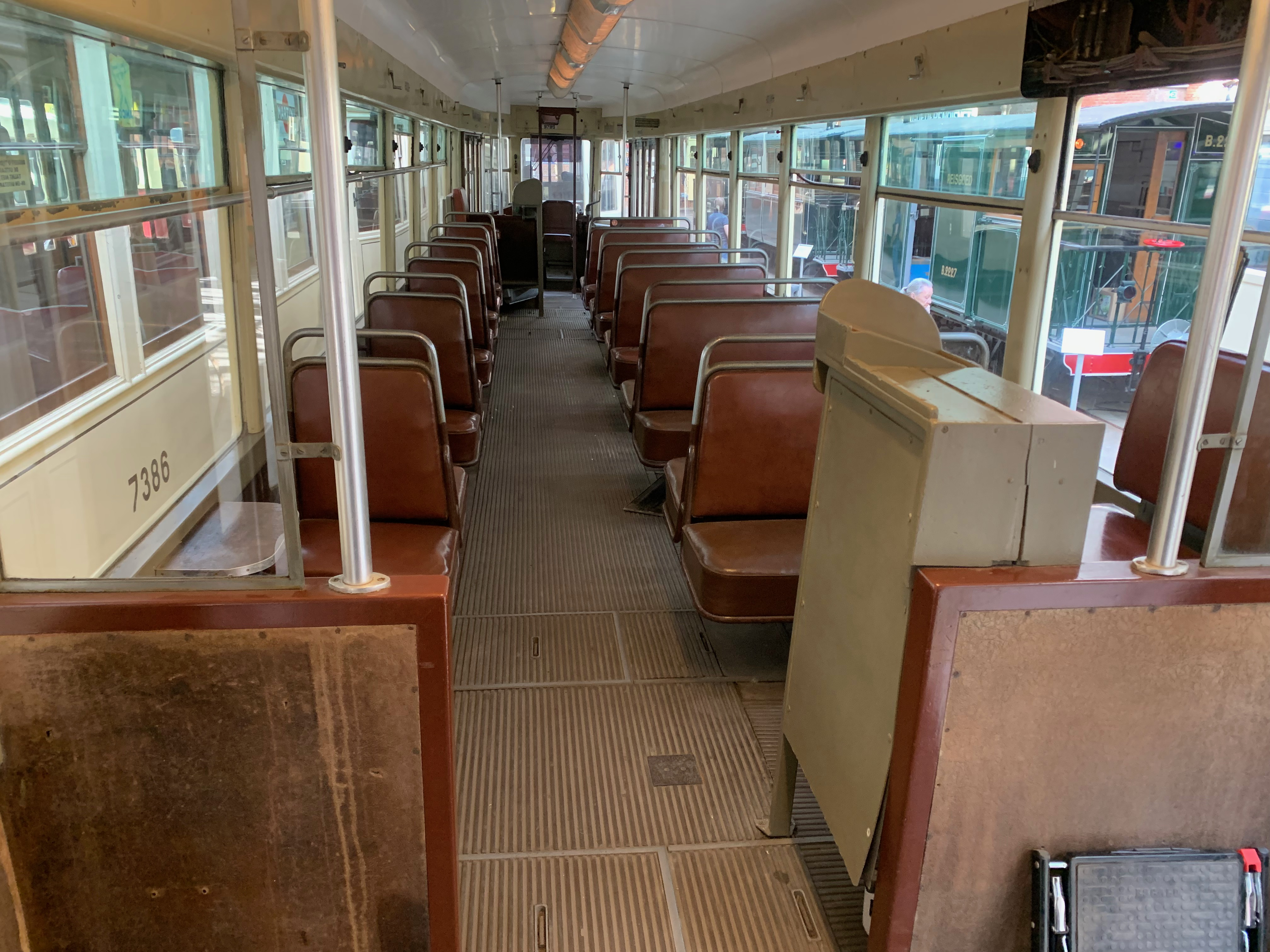
車内
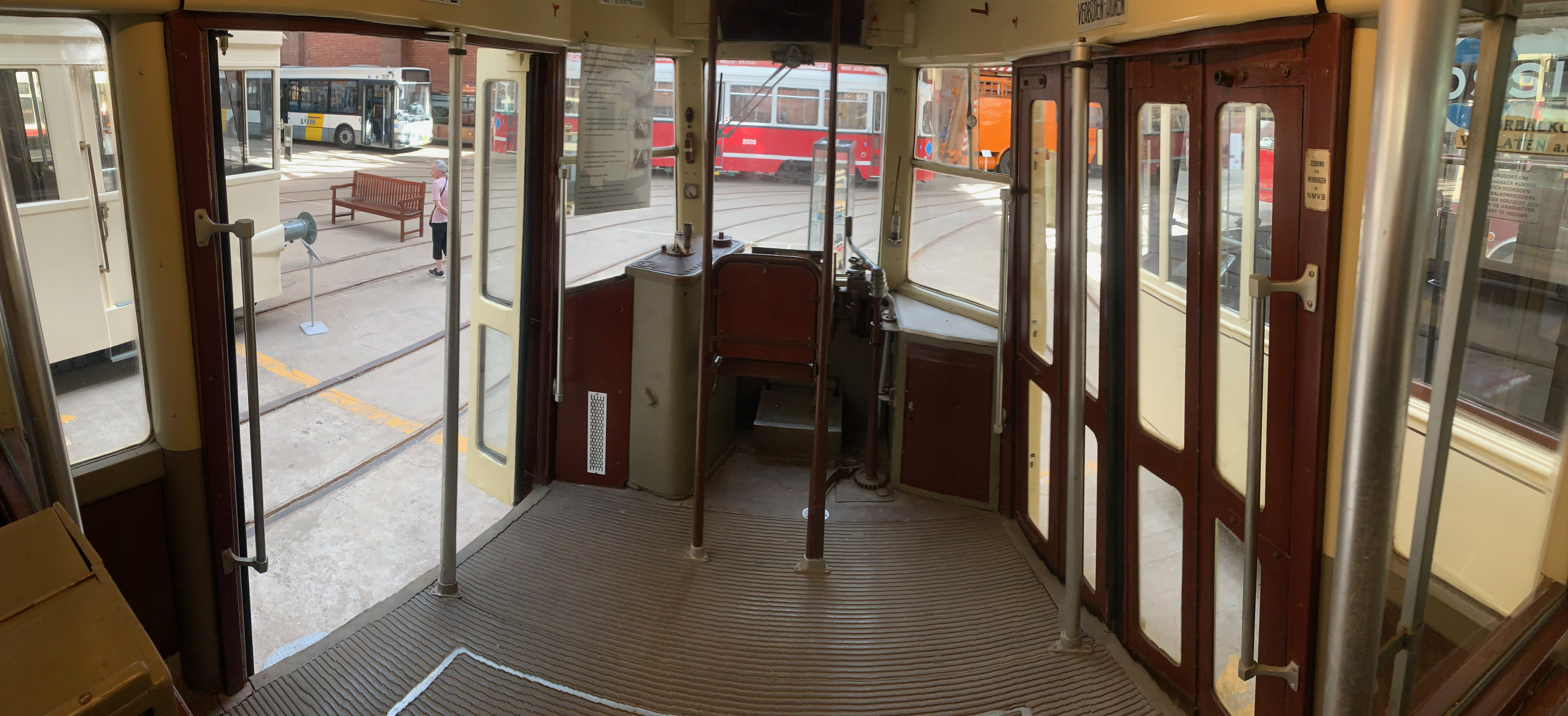
運転台
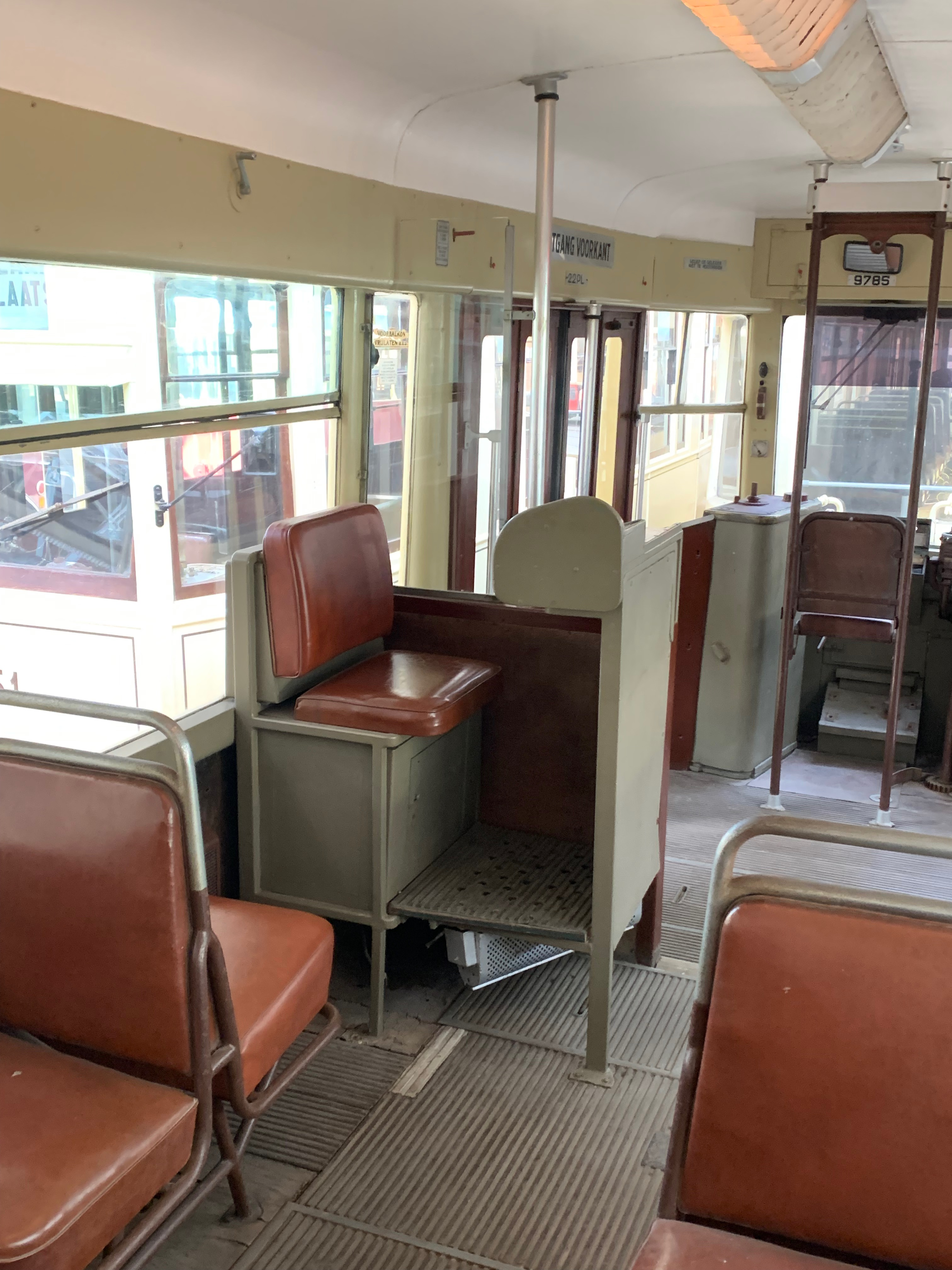
車掌台
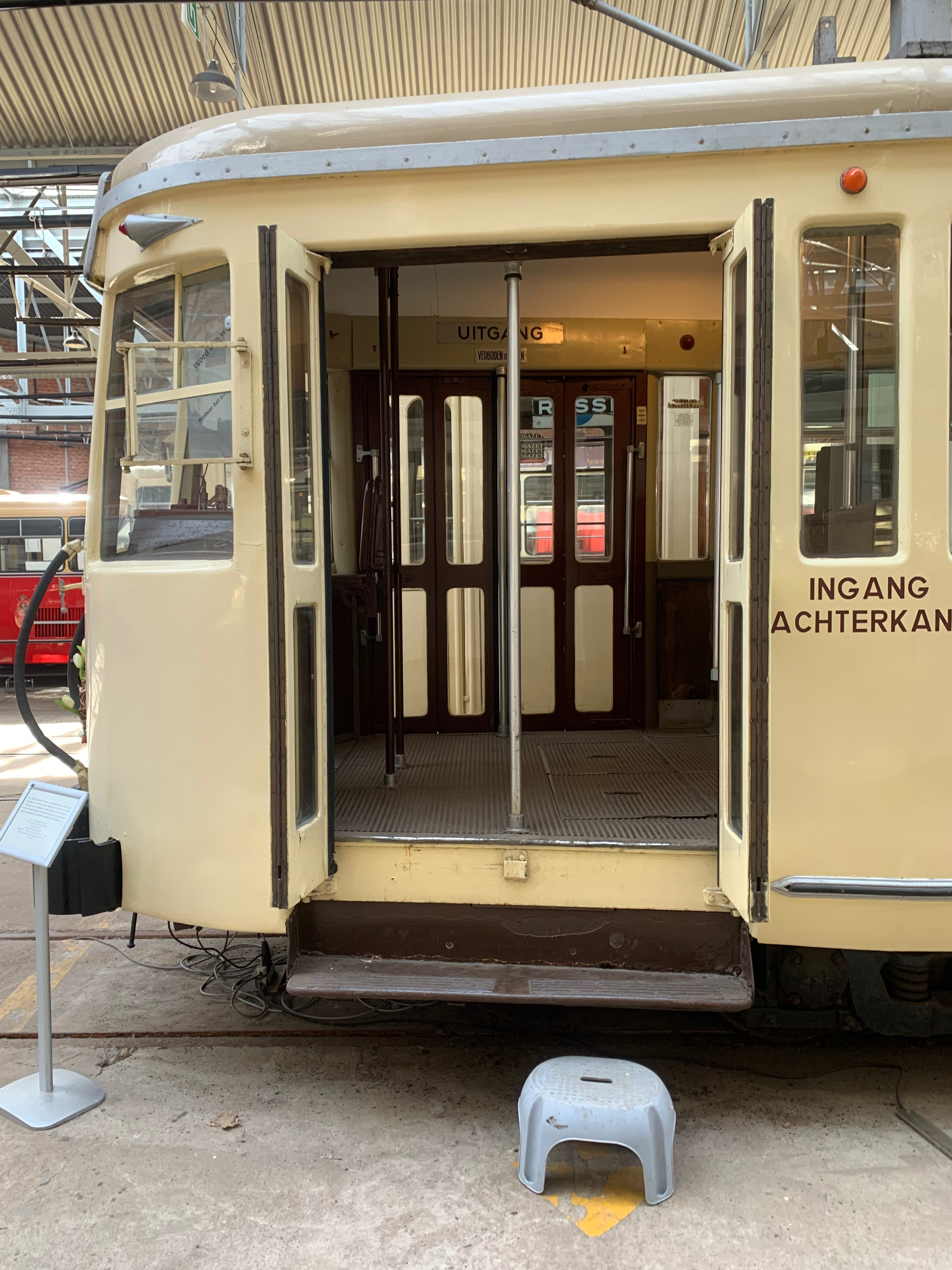
幅広の乗降扉

- Daniel Sopeña (28 June 2011). FEVE HYDROGEN TRAM (PDF) (Report). cidaut. 2013年5月20日時点のオリジナル (PDF)よりアーカイブ。2024年7月14日閲覧。